# Nouvelle-Irlande (île)
Pour les articles homonymes, voir Nouvelle-Irlande.
La Nouvelle-Irlande (en anglais : New Ireland ; en tok pisin : Niu Ailan) anciennement Nouveau-Mecklembourg (en allemand : Neu-Mecklenburg) est une île de Papouasie-Nouvelle-Guinée située en mer de Bismarck, baignée au nord-est par l'océan Pacifique, sa pointe sud bordant la mer des Salomon, et faisant partie de l'archipel Bismarck. Elle est incluse dans la province de Nouvelle-Irlande de la région des Îles. Sa plus grande ville et principal port est Kavieng avec 10 600 habitants. Peuplée dès la Préhistoire, l'île a été découverte par les Européens lorsqu'un navigateur néerlandais l'aborde en 1616. Devenue protectorat allemand en 1884, elle passe aux mains des Britanniques en 1914 qui la transfèrent aux Australiens jusqu'en 1975, date de l'indépendance de la Papouasie-Nouvelle-Guinée. Elle constitue l'essentiel de la province du même nom.

## Géographie
La Nouvelle-Irlande est souvent décrite comme ayant une forme de mousquet. Elle est allongée, très étroite et montagneuse : pour plus de 470 kilomètres de longueur, elle n'est large que d'une dizaine kilomètres ce qui n'empêche pas la chaîne de montagne centrale d'être escarpée et accidentée. Son point culminant est le mont Lambel à 2 150 mètres d'altitude, situé dans la chaîne Verron. L'île s'étend entre 1 et 5 degrés de latitude au sud de l'équateur.

## Histoire
Il y eut au moins trois vagues de migration humaine sur la Nouvelle-Irlande lors des derniers 40 000 ans. La civilisation de la poterie Lapita y est présente il y a environ 3 300 ans. Des contacts avec les Chinois et d'autres populations du Sud-Est asiatique semblent avoir existé de longue date mais les preuves restent minces.
Les navigateurs néerlandais découvrent l'île en 1616. Les Européens croient pendant plusieurs années que l'île n'est qu'une partie de la Nouvelle-Bretagne mais l'explorateur britannique (jersiais) Philip Carteret établit en 1767 que la Nouvelle-Irlande est une île à part entière et lui donne le nom de Nova Hibernia. En juin 1768, Bougainville, lors de son voyage autour du monde y trouva un mouillage propice qu'il nomma Port-Praslin. Des tentatives d'installation de colons européens ont lieu aux XVIIIe et XIXe siècles et sont des échecs, en particulier les expéditions De Rays en 1880-1882.
Les activités missionnaires ne débutent pas avant 1877 et la Nouvelle-Irlande est colonisée par l'Allemagne en 1884 sous le nom de Neu-Mecklenburg comme un des territoires de la partie allemande de l'actuelle Papouasie-Nouvelle-Guinée.

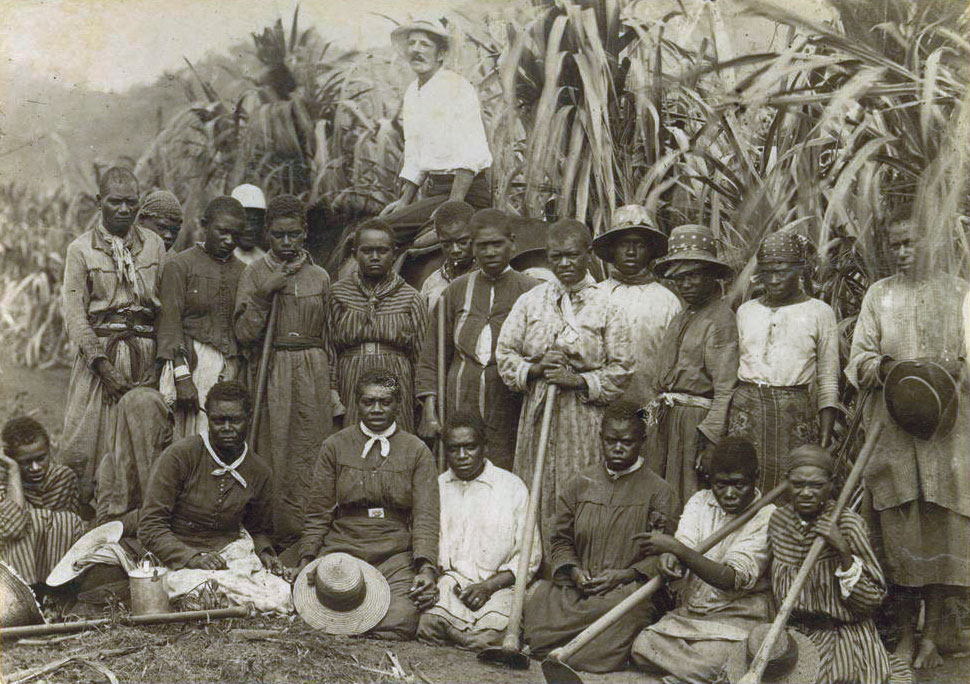
Groupe de Mélanésiens dans une exploitation de canne à sucre du Queensland, en Australie.

La traite des oiseaux noirs (Blackbirding en anglais), c’est-à-dire le déplacement par force ou par ruse de jeunes hommes autochtones pour aller travailler dans les plantations du nord de l'Australie ou d'autres îles de l'océan Pacifique, est répandue en Nouvelle-Irlande à la fin du XIXe siècle.
L'Australie obtient la souveraineté sur l'île en 1914 au début de la Première Guerre mondiale et la renomme New Ireland.  Elle devient une partie du Territoire de Nouvelle-Guinée en 1921 sur décision de la Société des Nations et administrée par l'Australie.
Durant la Seconde Guerre mondiale, la Nouvelle-Irlande est occupée par les troupes japonaises de janvier 1941 jusqu'en 1945.
L'administration coloniale australienne se poursuit jusqu'à l'indépendance de la Papouasie-Nouvelle-Guinée en septembre 1975.

## Démographie
La population actuelle s'élève à 118 350 habitants en 2000. La grande majorité de la population vit dans de petits villages. La ville principale est Kavieng, capitale provinciale, au nord de l'île tandis que Namatanai est une autre petite ville, au milieu de l'île. La Boluminski Highway (de) court le long de la côte orientale et relie ces deux villes.

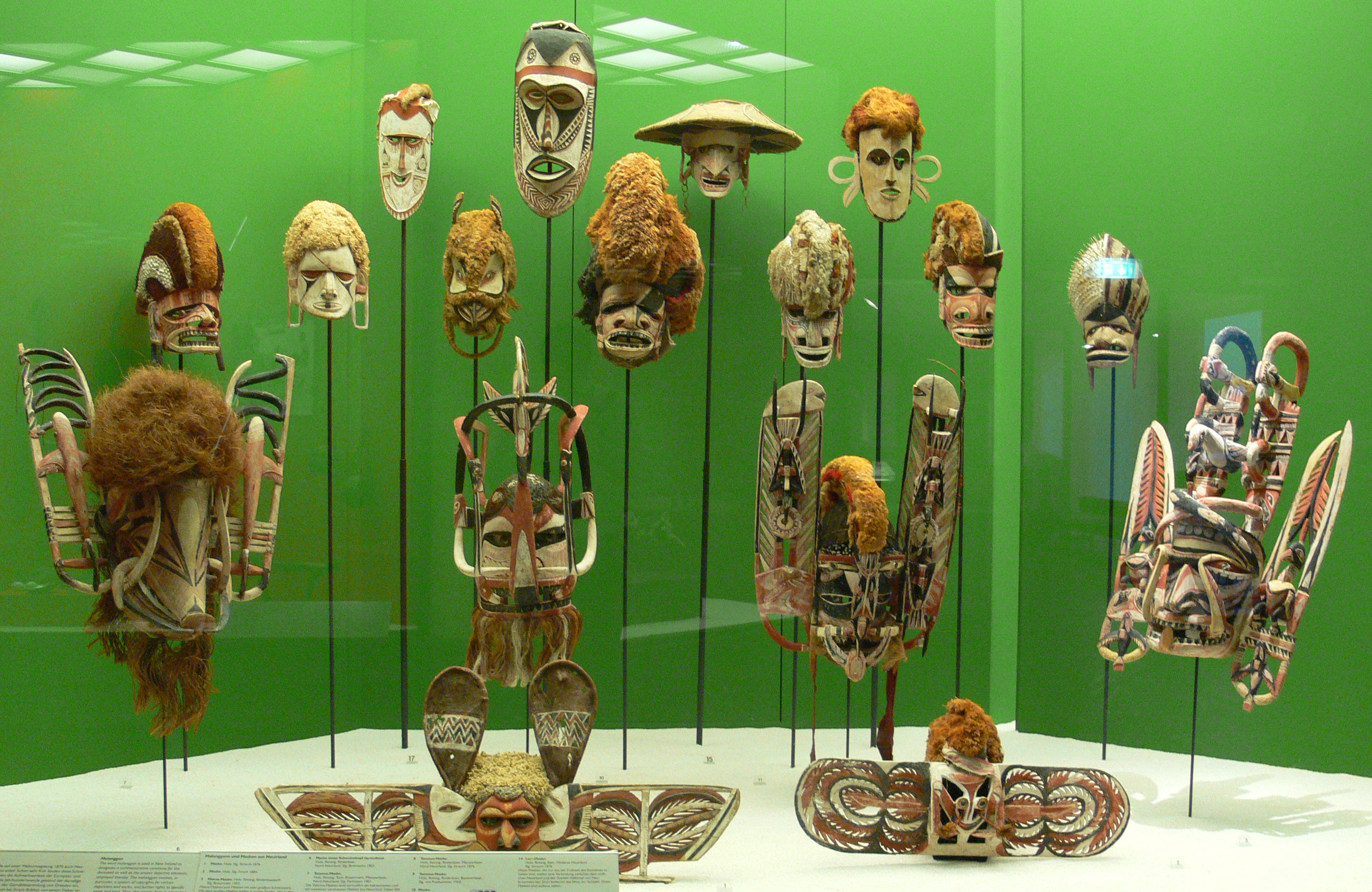
Masques de Nouvelle-Irlande Malanggan (musée ethnologique de Berlin-Dahlem).

## Mode de vie
Les Mélanésiens de Nouvelle-Irlande vivent de la culture des jardins, de la noix de coco et du taro, mais aussi de la pêche et de la chasse, ainsi que de l'élevage de poules et de cochons.

## Culture

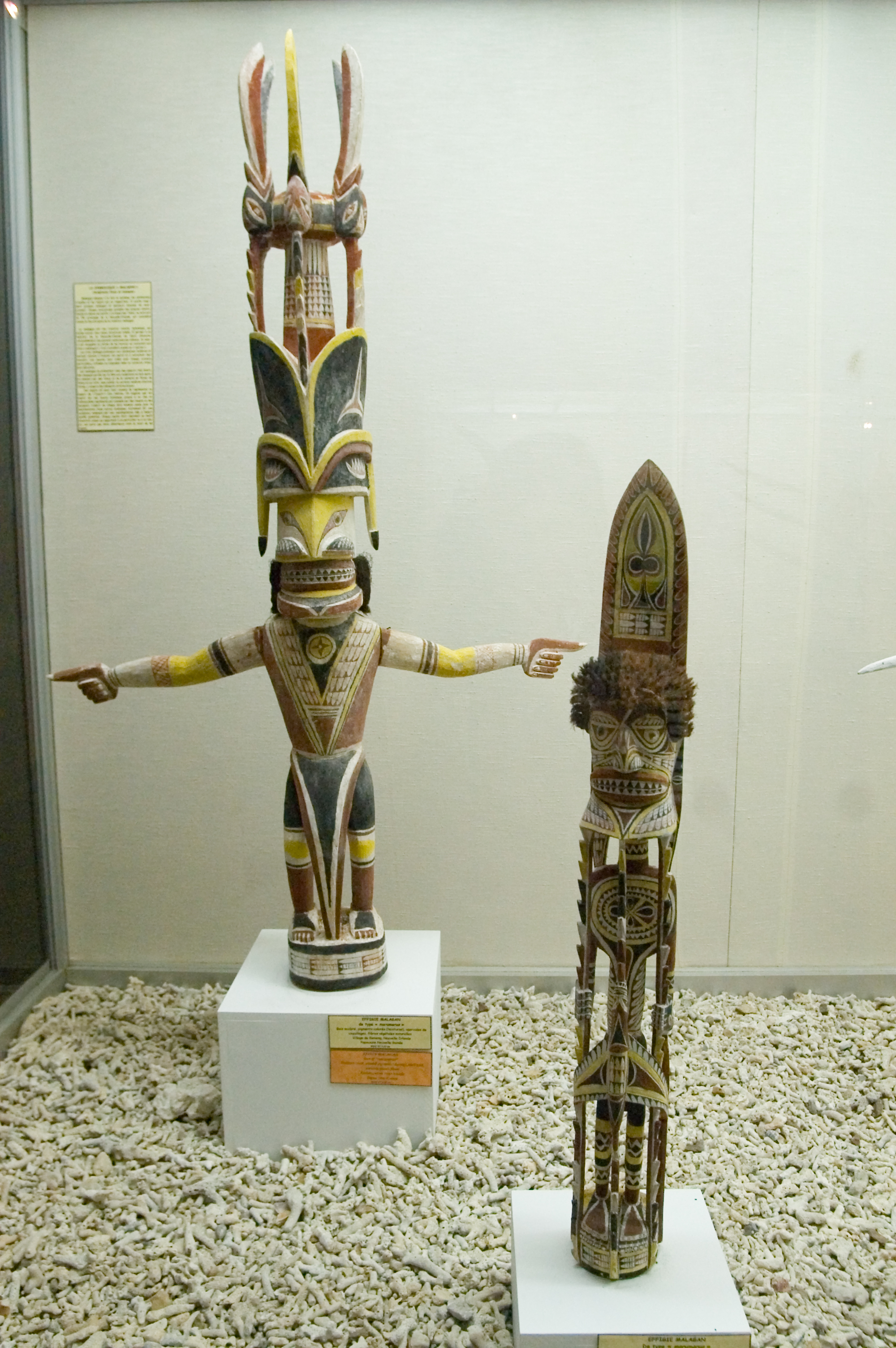
Effigies Malangan - musée de Nouvelle-Calédonie, Nouméa.

Dix-huit langues sont parlées en Nouvelle-Irlande et, en comptant les nombreux dialectes ou sous-dialectes, le total tourne aux alentours de 45. Tout le groupe de langues parlées en Nouvelle-Irlande est de la famille des langues austronésiennes et des langues papoues, excepté une langue isolée, le kuot.
La culture de la Nouvelle-Irlande est constituée d'un mélange de traditions et de modernisme : les pratiques culturelles traditionnelles sont très répandues et presque partout respectées mais la société est en train de changer, résultat de l'activité des Églises, de l'urbanisation et de divers aspects de la culture mondiale contemporaine.
L'un des systèmes culturels de la Nouvelle-Irlande est le malangan (en), un terme nalik employé pour désigner tout un ensemble d'anciennes coutumes et de cérémonies révérées, pratiquées surtout au nord de l'île et abandonnées seulement pendant la Seconde Guerre mondiale à cause de la difficulté de se procurer les ressources considérables que ces rites et ces cérémonies requièrent. Au sud, les tubuan sont des sociétés secrètes liées au monde des esprits.